# Tiyatrom

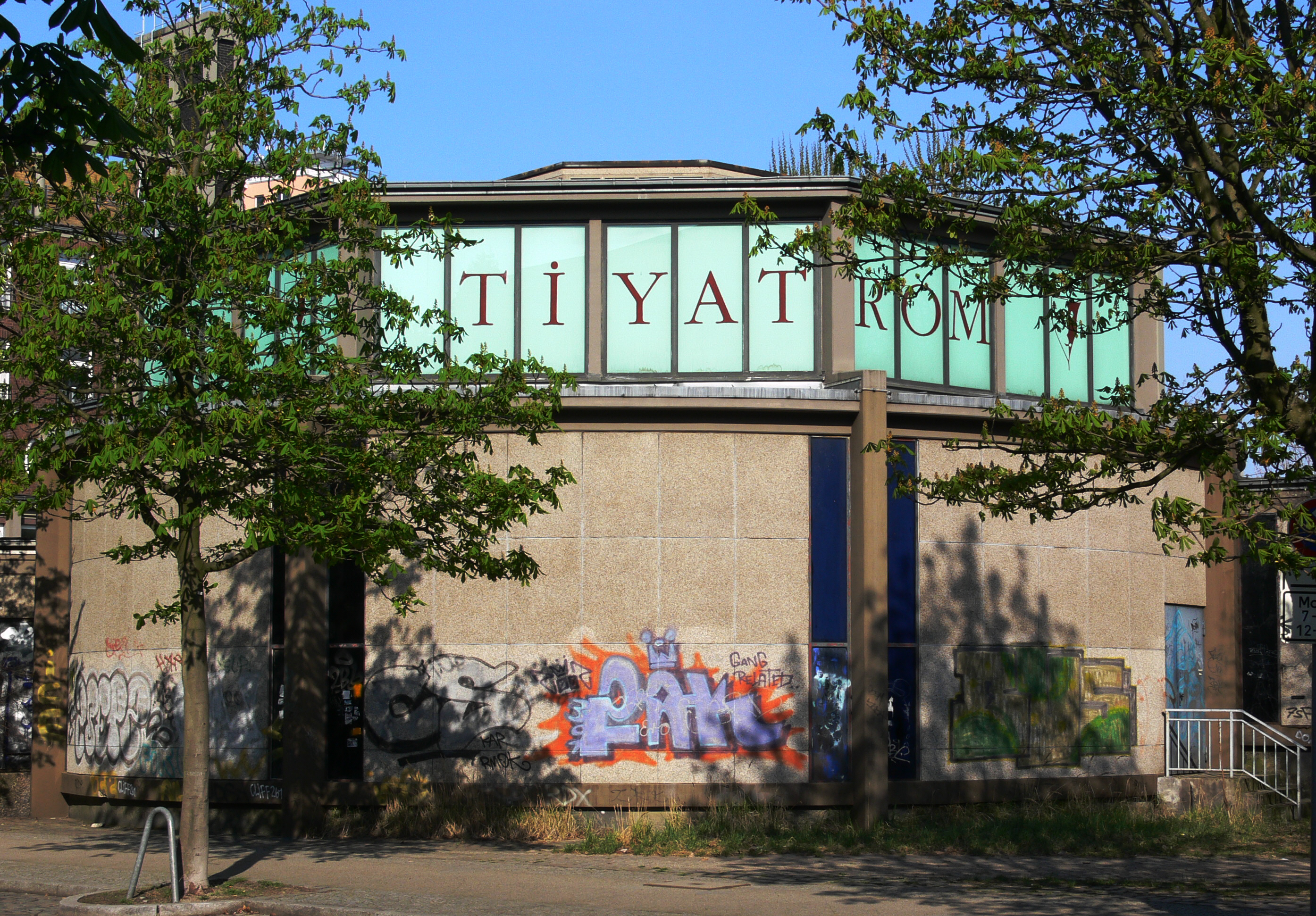
Tiyatrom in Berlin-Kreuzberg

Tiyatrom, türkisch für Mein Theater, ist ein vorwiegend türkischsprachiges Theater in Berlin-Kreuzberg, das seit 1984 besteht.

## Anfänge
Nachdem bereits 1971 an der Volkshochschule Berlin-Kreuzberg türkisches Theater gespielt wurde, 1979 ein Türkisches Ensemble an der Schaubühne am Halleschen Ufer auch in einem deutschen Theaterbetrieb auf sich aufmerksam gemacht hatte, wurde 1983 der Verein Odak e. V. als Zusammenschluss von Berufsschauspielern und Laiendarstellern gegründet. Hieraus ging schließlich das Tiyatrom hervor. 

## Produktionen
Pro Spielzeit produziert die Bühne vier bis fünf neue Stücke. Die Räume im ehemaligen Hauptkinderheim in der Alten Jakobstraße dienen aber auch als Aufführungsort für andere türkische Theatergruppen in und außerhalb Berlins bis hin zu Staatstheatern aus der Türkei.

## Leitung
Zurzeit wird das Theater von dem Schauspieler, Regisseur und Dramaturgen Yekta Arman geleitet. Einer seiner Vorgänger war Meray Ülgen, der das Theater durch Reformen wesentlich geprägt hat.